# Eublemma permixta
Eublemma permixta is een vlinder van de familie van de spinneruilen (Erebidae). De wetenschappelijke naam van deze soort is voor het eerst voorgesteld als Thalpochares permixta door Otto Staudinger in een publicatie uit 1897.
De soort komt voor in Algerije, Tunesië en Libië.